# Гушопр
Гушо́пр, Ґушопр (фр. Gouchaupre) — колишній муніципалітет у Франції, у регіоні Нормандія, департамент Приморська Сена. Населення — 178 осіб (2011).
Муніципалітет був розташований на відстані близько 145 км на північний захід від Парижа, 60 км на північ від Руана.

## Історія
До 2015 року муніципалітет перебував у складі регіону Верхня Нормандія. Від 1 січня 2016 року належав до нового об'єднаного регіону Нормандія.
1 січня 2016 року Гушопр, Ассіньї, Окменій, Бельвіль-сюр-Мер, Берневаль-ле-Гран, Бівіль-сюр-Мер, Бракмон, Бренвіль, Дершиньї, Глікур, Грені, Гільмекур, Ентравіль, Панлі, Сен-Мартен-ан-Кампань, Сен-Кантен-о-Боск, Токвіль-сюр-Е i Турвіль-ла-Шапель було об'єднано в новий муніципалітет Петі-Ко.

## Демографія
Динаміка населення (INSEE ):
Розподіл населення за віком та статтю (2006):
| Стать | Всього | До 15 років | 15-24 | 25-44 | 45-64 | 65-85 | Понад 85 |
| --- | ------ | ----------- | ----- | ----- | ----- | ----- | -------- |
| Чоловіки | 68     | 16          | 12    | 20    | 16    | 4     | 0        |
| Жінки | 92     | 24          | 4     | 32    | 20    | 12    | 0        |
| \| Статево-вікова піраміда \| Статево-вікова піраміда \| Статево-вікова піраміда \| \| ----------------------- \| ----------------------- \| ----------------------- \| \| Чоловіки \| Вік \| Жінки \| \| 0 \| 85 + \| 0 \| \| 0 \| 80-84 \| 0 \| \| 0 \| 75-79 \| 8 \| \| 0 \| 70-74 \| 4 \| \| 4 \| 65-69 \| 0 \| \| 4 \| 60-64 \| 0 \| \| 0 \| 55-59 \| 8 \| \| 4 \| 50-54 \| 4 \| \| 8 \| 45-49 \| 8 \| \| 8 \| 40-44 \| 8 \| \| 8 \| 35-39 \| 8 \| \| 4 \| 30-34 \| 8 \| \| 0 \| 25-29 \| 8 \| \| 4 \| 20-24 \| 4 \| \| 8 \| 15-20 \| 0 \| \| 8 \| 10-14 \| 8 \| \| 4 \| 5-9 \| 12 \| \| 4 \| 0-4 \| 4 \| |        |             |       |       |       |       |          |
| Статево-вікова піраміда |        |             |       |       |       |       |          |
| Чоловіки | Вік    | Жінки       |       |       |       |       |          |
| 0 | 85 +   | 0           |       |       |       |       |          |
| 0 | 80-84  | 0           |       |       |       |       |          |
| 0 | 75-79  | 8           |       |       |       |       |          |
| 0 | 70-74  | 4           |       |       |       |       |          |
| 4 | 65-69  | 0           |       |       |       |       |          |
| 4 | 60-64  | 0           |       |       |       |       |          |
| 0 | 55-59  | 8           |       |       |       |       |          |
| 4 | 50-54  | 4           |       |       |       |       |          |
| 8 | 45-49  | 8           |       |       |       |       |          |
| 8 | 40-44  | 8           |       |       |       |       |          |
| 8 | 35-39  | 8           |       |       |       |       |          |
| 4 | 30-34  | 8           |       |       |       |       |          |
| 0 | 25-29  | 8           |       |       |       |       |          |
| 4 | 20-24  | 4           |       |       |       |       |          |
| 8 | 15-20  | 0           |       |       |       |       |          |
| 8 | 10-14  | 8           |       |       |       |       |          |
| 4 | 5-9    | 12          |       |       |       |       |          |
| 4 | 0-4    | 4           |       |       |       |       |          |

## Економіка
2010 року серед 111 осіб працездатного віку (15—64 років) 88 були активними, 23 — неактивними (показник активності 79,3%, у 1999 році було 69,6%). З 88 активних мешканців працювали 83 особи (45 чоловіків та 38 жінок), безробітними було 5 (3 чоловіки та 2 жінки). Серед 23 неактивних 8 осіб було учнями чи студентами, 7 — пенсіонерами, 8 були неактивними з інших причин.

У 2010 році в муніципалітеті числилось 75 оподаткованих домогосподарств, у яких проживали 196,5 особи, медіана доходів виносила 18 636 євро на одного особоспоживача